# Seleção Argentina de Rugby Sevens Masculino
A Seleção Argentina de rugby sevens representa a Argentina nos torneios de rugby sevens. É uma das seleções mais renomadas das Américas, seu continente, que compete na Série Mundial de Rugby Sevens, na Copa do Mundo de Rugby Sevens e nos Jogos Olímpicos.
A equipe já conquistou o terceiro lugar na Série Mundial de 2003-04 e venceu USA Sevens em duas ocasiões. Seu melhor desempenho na Copa do Mundo foi o vice-campeonato na edição de 2009. Além disso, conseguiu a medalha de bronze nos Jogos Olímpicos de Verão de 2020 em Tóquio.

## Desempenho

### Jogos Olímpicos
| 2016  | Quartas-de-final | 6º  | 6  | 3  | 0 | 3 |
| 2020  | Terceiro lugar   | 3º  | 6  | 4  | 0 | 2 |
| 2024  | Quartas-de-final | 7º  | 6  | 3  | 0 | 3 |
| Total | 0 títulos        | 0/2 | 18 | 10 | 0 | 8 |

### Copa do Mundo
| 1993  | Rodada final     | 9º  | 7  | 5  | 0 | 2  |
| 1997  | Quartas-de-final | 13º | 5  | 2  | 0 | 3  |
| 2001  | Terceiro lugar   | 3º  | 7  | 5  | 0 | 2  |
| 2005  | Quartas-de-final | 5º  | 6  | 4  | 0 | 2  |
| 2009  | Vice-campeã      | 2º  | 6  | 5  | 0 | 1  |
| 2013  | Rodada semifinal | 11º | 5  | 2  | 0 | 3  |
| 2018  | Quartas-de-final | 5º  | 4  | 3  | 0 | 1  |
| Total | 0 títulos        | 0/6 | 40 | 26 | 0 | 14 |